# Rudolf Ameseder
Rudolf Ameseder (geboren am 8. Februar 1877 in Sombor, Ungarn; gestorben am 26. September 1937 in Wien) war ein österreichischer Kunsthistoriker, Komponist und Philosoph, der zur Grazer Schule gehörte.

## Leben
Ameseder wurde in Zombor, serbisch Sombor, geboren. In Graz besuchte er das Gymnasium Lichtenfelsgasse und studierte an der dortigen Universität Kunstgeschichte und Philosophie. 1901 wurde er bei Alexius Meinong mit einer Arbeit Zur Systematik der idealen Gegenstände promoviert. Im Herbst 1902 wurde Ameseder Assistent am Kunsthistorischen Institut der Universität Graz und kam 1913 nach Wien. Hier wurde er am 1. November 1913 zum Bibliothekspraktikanten an der Akademie ernannt und betätigte sich als wissenschaftlicher Beamter der Akademie der bildenden Künste und als kunsthistorischer Referent am Unterrichtsministerium. Am 1. November 1916 wurde er zum Bibliotheksassistenten befördert. Am 6. Februar 1936 wurde er aus Krankheitsgründen als Oberstaatsbibliothekar in den Ruhestand verabschiedet und erhielt den Titel Hofrat.
Ameseder komponierte zudem Chorlieder und war Mitglied der Berliner Vereinigung „Deutscher Tonsetzer“.

## Veröffentlichungen (Auswahl)
- Zur Systematik der idealen Gegenstände. Universität Graz 1901 (Dissertation, uni-graz.at).
- Beiträge zur Grundlegung der Gegenstandstheorie. In: Alexius Meinong (Hrsg.): Untersuchungen zur Gegenstandstheorie und Psychologie. Barth, Leipzig 1904, S. 51–120 (Textarchiv – Internet Archive).
- Über Vorstellungsproduktion. In: Alexius Meinong (Hrsg.): Untersuchungen zur Gegenstandstheorie und Psychologie. Barth, Leipzig 1904, S. 481–508 (Textarchiv – Internet Archive).
- Über Wertschönheit. In: Zeitschrift für Ästhetik und allgemeine Kunstwissenschaft. 1, 1906, S. 203–215 (ub.uni-heidelberg.de).
- Ein Parisurteil Lukas Cranach d. Ä. in der Landesgalerie zu Graz. In: Repertorium für Kunstwissenschaft. Band 33, 1910, S. 65–84 (Textarchiv – Internet Archive).

Kompositionen
- 6 Lieder: für 1 mittlere Singstimme und Klavier: op. 1. Wunderhorn-Verlag, München 1911, OCLC 165535357.
- Schliesse mir die Augen beide: Gedicht von Theodor Storm: für 1 Singstimme und Klavier. Wunderhorn-Verlag, München 1913, OCLC 165535361.